# Bahnholz (Lindau)
Bahnholz (mundartlich: Baholds) ist ein Gemeindeteil der bayerisch-schwäbischen Großen Kreisstadt Lindau (Bodensee).

## Geografie
Die Einöde liegt circa 4,5 Kilometer nördlich der Lindauer Insel. Westlich der Ortschaft befindet sich das Geotop Drumlinfeld.

## Ortsname
Der Ortsname bedeutet (Siedlung am) Wald, der im Bann liegt. Vergleichbar mit dem Wort Gemeindeholz.

## Geschichte
Bahnholz wurde erstmals urkundlich im Jahr 1723 mit Wiese und Acker im Pahnholz genannt. Die Siedlung entstand vermutlich im Jahr 1804 durch Vereinödung. Ab 1950 wird der Ort mit zwei Wohngebäuden im Ortsverzeichnis genannt. Der Ort gehörte einst zur Gemeinde Oberreitnau, die 1971 in der Gemeinde Reitnau aufging, welche ihrerseits 1976 in die Stadt Lindau eingemeindet wurde.